# 1942-es magyar férfi vízilabdakupa
Az 1942-es magyar férfi vízilabdakupa a huszadik kiírás volt a versenysorozat történetében. A kupára öt csapat nevezett. A győzelmet az BSE szerezte meg.

## Eredmények

### Selejtező
| 1. csapat   | Eredmény | 2. csapat        |
| ----------- | -------- | ---------------- |
| Budapest SE | 4–1      | Weiss Manfréd TK |

### Elődöntő
augusztus 15.
| 1. csapat       | Eredmény | 2. csapat  |
| --------------- | -------- | ---------- |
| Ferencvárosi TC | 3–1      | MAC        |
| Budapest SE     | 8–6 hu   | Újpesti TE |

### 3. helyért
augusztus 16.
| 1. csapat | Eredmény | 2. csapat  |
| --------- | -------- | ---------- |
| MAC       | 5–3      | Újpesti TE |

### Döntő
| 1942. augusztus 16. | Budapest SE      | 2–0 | Ferencvárosi TC | Nemzeti Sportuszoda Játékvezetők: Lakó |
| 1942. augusztus 16. | (1–0)            |     |                 | Nemzeti Sportuszoda Játékvezetők: Lakó |
| 1942. augusztus 16. | Vojtek 1 Hazai 1 |     |                 | Nemzeti Sportuszoda Játékvezetők: Lakó |

A BSE kupagyőztes csapatának tagjai: Brandi Jenő, Földes László, Hazai Kálmán, Lemhényi Dezső, Mezei Ferenc, Sárosi László, Vojtek János  